# 쿠첸
쿠첸(영어: CUCHEN)은 대한민국의 제조업 기업이다. 밥솥, 전기레인지, 로봇쿠커, 유아가전 등 프리미엄 주방가전 제품을 생산하는 기업이다. 2014년 ‘소비자 중심경영(CCM)’ 인증을 도입하고, 2018년 전기밥솥업계 최초 3회 연속 인증을 획득하였다.